# Regeringen M.P. Friis
Regeringen M.P. Friis var Danmarks regering 5. april 1920 – 5. maj 1920.
Den bestod af følgende ministre:
- Statsminister og Forsvarsminister: M.P. Friis
- Udenrigsminister: O.C. Scavenius
- Finansminister: A.M. Koefoed
- Indenrigsminister: Henrik Vedel
- Justitsminister: F.C.G. Schrøder
- Undervisningsminister: P.J. Pedersen (Socialdemokratiet)
- Kirkeminister: C.E.A. Ammentorp
- Minister for offentlige arbejder: K. Riis-Hansen
- Landbrugsminister: O.C.S. Sonne
- Handelsminister: H.P. Prior
- Socialminister: Jens Jensen (ny ministerpost, Socialdemokratiet)